# رژیم سالم
رژیم سالم رژیمی است که کمک به تأمین یا بهبود سلامت کلی بدن می‌نماید. یک رژیم سالم مواد مغذی مورد نیاز بدن مانند مایعات، درشت مغذی‌ها، ریزمغذی‌ها، و مقدار مناسب از کالری‌ها را تأمین می‌کند.
یک رژیم غذایی سالم ممکن است شامل میوه‌ها، سبزیجات و غلات سبوس دار و مقدار کم یا هیچی از غذاهای فرآوری شده و نوشیدنی‌های شکردار باشد. نیازهای رژیم غذایی سالم را می‌توان از انواع غذاهای گیاهی و حیوانی برآورده کرد. افرادی که رژیم وگان دارند باید ویتامین B12 بدن را که منبعی غیر حیوانی دارد، تأمین کنند. راهنماهای مختلف تغذیه ای توسط مؤسسات پزشکی و دولتی منتشر می‌شود تا افراد را در مورد آنچه که برای سالم ماندن باید بخورند آموزش دهند. برچسب‌های ارزش‌های تغذیه نیز در بعضی از کشورها اجباری است تا مصرف‌کنندگان بتوانند براساس مؤلفه‌های مربوط به سلامتی، مواد غذایی مناسب را انتخاب نمایند.

## توصیه‌ها

سازمان بهداشت جهانی

### سازمان بهداشت جهانی
سازمان بهداشت جهانی (WHO) پنج توصیه زیر را در مورد جمعیت و افراد ارائه نموده‌است:
1. با مصرف میزان کالری ای که بدن شما به آن مقدار احتیاج دارد، وزنی ایده‌آل و سالم خواهید داشت.
2. مصرف چربی‌ها را محدود کنید. نباید بیشتر از ۳۰ درصد کل کالری‌های دریافتی از چربی‌ها تأمین شوند. چربی‌های اشباع نشده را به چربی‌های اشباع ترجیح دهید. از مصرف چربی‌های ترانس خودداری کنید.
3. روزانه حداقل ۴۰۰ گرم میوه و سبزیجات مصرف نمایید. (سیب زمینی، سیب زمینی شیرین، کاساوا و دیگر ریشه‌های نشاسته ای جزو این‌ها محسوب نمی‌شوند) یک رژیم سالم شامل حبوبات (مانند لپه و لوبیا)، غلات کامل و آجیل نیز می‌شود.
4. مصرف قندهای ساده را به کمتر از ۱۰٪ از کالری محدود کنید (کمتر از ۵٪ کالری یا ۲۵ گرم ممکن است حتی بهتر هم باشد).[۷]
5. نمک یا سدیم را در تمام منابع دریافتی محدود کنید و از یددار بودن نمک اطمینان حاصل کنید. مصرف کمتر از ۵ گرم نمک در روز می‌تواند خطر ابتلا به بیماری‌های قلبی عروقی را کاهش دهد.[۸]

سازمان بهداشت جهانی اظهار داشته‌است که علت ۲٫۸٪ از مرگ و میر در سراسر جهان، عدم استفاده کافی از سبزیجات و میوه‌ها است.
سایر توصیه‌های WHO شامل موارد زیر است:
- از وجود ویتامین‌های کافی و مواد معدنی خاص در غذاهای انتخابی خود اطمینان حاصل نمایید.
- اجتناب از مواد سمی مستقیم (مثل فلزات سنگین) و سرطان زا (به عنوان مثال بنزن).
- اجتناب از غذاهای آلوده به پاتوژنهای انسانی (به عنوان مثال E. coli، تخمهای کرم کدو).
- و جایگزینی چربی‌های اشباع شده با چربی‌های اشباع نشده در رژیم غذایی، که می‌تواند خطر ابتلا به بیماری عروق کرونر و دیابت را کاهش دهد.

### دانشکده بهداشت عمومی هاروارد
منبع تغذیه دانشکده بهداشت عمومی هاروارد ۱۰ توصیه زیر را برای داشتن یک رژیم غذایی سالم ارائه می‌دهد:
- کربوهیدراتهای مناسب انتخاب کنید: غلات کامل (هرچه کمتر فرآوری شده باشد، بهتر هستند)، سبزیجات، میوه و لوبیا. از نان سفید، برنج سفید و مانند آن و همچنین از شیرینی‌ها، نوشابه‌های حاوی شکر و سایر غذاهایی که فرآوری شده هستند، خودداری کنید.[۱۰]
- به منبع دریافتی پروتئین‌ها توجه کنید: انتخاب‌های خوب شامل ماهی، مرغ، آجیل و لوبیا است. سعی کنید از مصرف گوشت قرمز خودداری کنید.
- غذاهایی را که حاوی چربی‌های سالم هستند، انتخاب کنید.
- رژیم غذایی پر از فیبر را انتخاب کنید که شامل غلات کامل، سبزیجات و میوه‌ها باشد.
- سبزیجات و میوه‌های بیشتری مصرف کنید - هر چه رنگارنگ تر و متنوع تر باشد، بهتر باشد.
- مقدار کافی کلسیم را در رژیم غذایی خود داشته باشید و این را بدانید که شیر بهترین یا تنها منبع کلسیم نیست.
- آب را نسبت به سایر نوشیدنی‌ها ترجیح دهید.
- مصرف نمک را محدود کنید.
- اصلا الکل ننوشید.
- روزانه مولتی ویتامین و ویتامین D اضافی مصرف کنید چراکه از مزایای سلامتی بالقوه ای برخوردارند.